# 川島祐治
川島　祐治（かわしま ゆうじ、1956年3月4日 - ）は、日本の実業家。元NTTデータ経営研究所代表取締役社長。

## 人物・経歴
千葉県出身。1979年東京大学経済学部卒業、日本電信電話公社入社。1994年NTTデータ通信公共システム事業本部担当部長。2007年NTTデータ執行役員第二公共システム事業本部長。
2010年NTTデータ執行役員リージョナルビジネス事業本部長。2012年NTTデータ常務執行役員リージョナルビジネス事業本部長。2013年NTTデータアイ代表取締役副社長執行役員。2014年NTTデータアイ代表取締役社長。
2017年NTTデータ経営研究所代表取締役社長。2020年NTTデータカスタマーサービス監査役。2021年TDCソフト取締役、CIJ取締役。2022年システムコーディネイト代表取締役社長。